# Théâtre de Lenche
 (février 2013).
Si vous disposez d'ouvrages ou d'articles de référence ou si vous connaissez des sites web de qualité traitant du thème abordé ici, merci de compléter l'article en donnant les références utiles à sa vérifiabilité et en les liant à la section « Notes et références ».
Le Théâtre de Lenche, aujourd'hui Salle de Lenche, confié en 2017 au Théatre Joliette, est une salle de spectacles située 4, place de Lenche dans le 2e arrondissement de Marseille. Deux autres annexes, la Friche du Panier et le Mini-Théâtre du Panier seront ouvertes au 96 rue de l’évêché.

## Histoire
Le Théâtre de Lenche a vu le jour en 1977, prenant la place d'un ancien cinéma de quartier, le Rexy. Il prend alors le nom de Mini-Théâtre, du nom de la compagnie qui en assure le fonctionnement, la Compagnie du Mini-Théâtre de Marseille, fondé par Maurice Vinçon.
La capacité y est initialement limitée avec ses 83 places, puis d’autres espaces sont venus augmenter ses capacités de travail et de programmation : la Friche du Panier, espace modulable selon les spectacles, pouvant accueillir de 50 à 80 spectateurs et le Mini-Théâtre, petite salle équipée d’un gradin fixe pouvant recevoir 50 personnes, soit un total d'environ 200 places proposées au public.
Au cœur du Panier, le Théâtre de Lenche cultivait un art théâtral à la fois populaire, diversifié, avec cette volonté de pluralité et d’ouverture qui le caractérise. Parallèlement, plusieurs opérations de proximité ancrent son action dans le quartier : le quartier du Panier est ainsi régulièrement irrigué de propositions artistiques ou festives (Fête du Panier, Juin en amateur) et de rencontres avec le public (ateliers de pratiques artistiques).
En 2017 et à la suite du départ de Maurice Vinçon, ce théâtre a fusionné avec le Théâtre Joliette et perd son nom de théâtre.
Aujourd'hui, la Salle Lenche accueillera des compagnies pour des "résidences de confection" au terme desquelles le public sera convié. 
La capacité y est initialement limitée avec ses 83 places. Depuis quelques saisons, d’autres espaces sont venus augmenter ses capacités de travail et de programmation : la Friche du Panier, espace modulable selon les spectacles, pouvant accueillir de 50 à 80 spectateurs et le Mini-Théâtre, petite salle équipée d’un gradin fixe pouvant recevoir 50 personnes, soit un total d'environ 200 places proposées au public.
Au cœur du Panier, le Théâtre de Lenche cultive un art théâtral à la fois populaire, diversifié, avec cette volonté de pluralité et d’ouverture qui le caractérise. Parallèlement, plusieurs opérations de proximité ancrent son action dans le quartier : le quartier du Panier est ainsi régulièrement irrigué de propositions artistiques ou festives (Fête du Panier, Juin en amateur) et de rencontres avec le public (ateliers de pratiques artistiques).